# Fujairah Football Club
Il Fujairah Football Club (in arabo: نادي الفجيرة), noto come Fujairah, è una società di calcio emiratina con sede nella città di Fujairah, che milita nella UAE Division 1.

## Palmarès

### Competizioni nazionali
- UAE Division 1: 3

1985–1986, 1989–1990, 2005–2006

## Organico
Aggiornato al 2023-2024.
| N. |                                | Ruolo | Calciatore          |
| -- | ------------------------------ | ----- | ------------------- |
| 2  | Emirati Arabi Uniti (bandiera) | D     | Abdullah Al-Ameri   |
| 4  | Ghana (bandiera)               | D     | Kweku Estine        |
| 5  | Emirati Arabi Uniti (bandiera) | C     | Abdelrahman Juma    |
| 6  | Emirati Arabi Uniti (bandiera) | C     | Nasser Salem        |
| 7  | Serbia (bandiera)              | C     | Andrija Radovanović |
| 8  | Emirati Arabi Uniti (bandiera) | C     | Nabil Fairouz       |
| 9  | Francia (bandiera)             | C     | Sander Benbachir    |
| 11 | Emirati Arabi Uniti (bandiera) | A     | Yasser Khamis       |
| 12 | Emirati Arabi Uniti (bandiera) | P     | Humaid Obaid        |
| 14 | Francia (bandiera)             | A     | Geoffray Durbant    |
| 15 | Senegal (bandiera)             | D     | Prince Mendy        |
| 16 | Nigeria (bandiera)             | C     | Muiz Olawale        |
| 17 | Emirati Arabi Uniti (bandiera) | P     | Saleh Rabei         |
| 18 | Emirati Arabi Uniti (bandiera) | D     | Ahmed Al-Zahmi      |

| N. |                                | Ruolo | Calciatore           |
| -- | ------------------------------ | ----- | -------------------- |
| 19 | Emirati Arabi Uniti (bandiera) | D     | Yousuf Khalfan       |
| 20 | Francia (bandiera)             | C     | Sidi-Hamed Dahmani   |
| 21 | Emirati Arabi Uniti (bandiera) | D     | Marwan Abdullah      |
| 22 | Emirati Arabi Uniti (bandiera) | A     | Mohammed Essa        |
| 23 | Emirati Arabi Uniti (bandiera) | C     | Abdulrahman Zamah    |
| 24 | Emirati Arabi Uniti (bandiera) | P     | Saeed Al-Moqadami    |
| 25 | Emirati Arabi Uniti (bandiera) | D     | Mohammed Al-Moqadami |
| 26 | Emirati Arabi Uniti (bandiera) | D     | Sultan Sabeel        |
| 27 | Emirati Arabi Uniti (bandiera) | C     | Ibrahim Al-Kendi     |
| 28 | Francia (bandiera)             | C     | Koren Kerkour        |
| 29 | Emirati Arabi Uniti (bandiera) | A     | Hamad Mohammed       |
|    | Emirati Arabi Uniti (bandiera) | D     | Saoud Al-Mesmari     |
|    | Emirati Arabi Uniti (bandiera) | C     | Omar Rashed          |